# Olympische Sommerspiele 1928/Teilnehmer (Norwegen)
| Gelbes Symbol für Goldmedaillen mit stilisierten Olympischen Ringen | Graues Symbol für Silbermedaillen mit stilisierten Olympischen Ringen | Braundes Symbol für Bronzemedaillen mit stilisierten Olympischen Ringen |
| ------------------------------------------------------------------- | --------------------------------------------------------------------- | ----------------------------------------------------------------------- |
| 1                                                                   | 2                                                                     | 1                                                                       |

Norwegen nahm an den Olympischen Sommerspielen 1928 in Amsterdam, Niederlande, mit einer Delegation von 50 Sportlern (allesamt Männer) teil.

## Medaillengewinner

### Gold
| Name(n)                                                            | Sportart | Wettkampf      |
| ------------------------------------------------------------------ | -------- | -------------- |
| Erik Anker, Johan Anker, Håkon Bryhn & Olav Kronprinz von Norwegen | Segeln   | 6-Meter-Klasse |

### Silber
| Name(n)                                             | Sportart | Wettkampf                  |
| --------------------------------------------------- | -------- | -------------------------- |
| Wilhelm Eugen Johansen, Arthur Qvist & Bjart Ording | Reiten   | Vielseitigkeit, Mannschaft |
| Henrik Robert                                       | Segeln   | 12-Fuß-Jolle               |

### Bronze
| Name(n)    | Sportart       | Wettkampf |
| ---------- | -------------- | --------- |
| Olav Sunde | Leichtathletik | Speerwurf |

## Teilnehmer nach Sportarten

### Boxen
- Olav Nilsen
Fliegengewicht: 9. Platz

- Ingvald Bjerke
Bantamgewicht: 17. Platz

- Arthur Olsen
Federgewicht: 9. Platz

- Haakon Lind
Leichtgewicht: 17. Platz

- Sverre Sørsdal
Schwergewicht: 4. Platz

### Fechten
- Johan Falkenberg
Florett, Einzel: Vorrunde
Florett, Mannschaft: Vorrunde

- Frithjof Lorentzen
Florett, Einzel: Vorrunde
Florett, Mannschaft: Vorrunde
Degen, Einzel: Vorrunde
Degen, Mannschaft: Vorrunde

- Jacob Bergsland
Florett, Einzel: Vorrunde
Florett, Mannschaft: Vorrunde
Degen, Mannschaft: Vorrunde

- Sigurd Akre-Aas
Florett, Mannschaft: Vorrunde
Degen, Einzel: Vorrunde
Degen, Mannschaft: Vorrunde
Säbel, Einzel: Vorrunde

- Raoul Heide
Degen, Einzel: Vorrunde
Degen, Mannschaft: Vorrunde

### Leichtathletik
- Olaf Strand
800 Meter: Halbfinale

- Reidar Jørgensen
1500 Meter: Vorläufe

- Johan Støa
Marathon: 36. Platz

- Einar Tommelstad
Hochsprung: 11. Platz

- Oscar Midtlyng
Hochsprung: 19. Platz in der Qualifikation

- Erling Aastad
Weitsprung: 14. Platz in der Qualifikation

- Arild Lenth
Weitsprung: 31. Platz in der Qualifikation
Dreisprung: 21. Platz in der Qualifikation

- Johan Trandem
Kugelstoßen: 13. Platz in der Qualifikation
Diskuswurf: 8. Platz in der Qualifikation

- Harald Stenerud
Diskuswurf: 4. Platz
Hammerwurf: 16. Platz in der Qualifikation

- Ketil Askildt
Diskuswurf: 13. Platz in der Qualifikation

- Olav Sunde
Speerwurf: Bronze

- Gunnar Fredriksen
Zehnkampf: DNF

- Gunnar Hagen
Zehnkampf: DNF

### Radsport
- Gustav Kristiansen
Straßenrennen, Einzel: 35. Platz

- Karl Hansen
Straßenrennen, Einzel: 43. Platz

- Ragnvald Martinsen
Straßenrennen, Einzel: DNF

- Reidar Raaen
Straßenrennen, Einzel: DNF

### Reiten
- Paul Michelet
Dressur, Einzel: 26. Platz

- Knut Gysler
Springreiten, Einzel: 21. Platz
Springreiten, Mannschaft: 11. Platz

- Anton Klaveness
Springreiten, Einzel: 32. Platz
Springreiten, Mannschaft: 11. Platz

- Bjart Ording
Springreiten, Einzel: 36. Platz
Springreiten, Mannschaft: 11. Platz
Vielseitigkeit, Einzel: 6. Platz
Vielseitigkeit, Mannschaft: Silber

- Arthur Qvist
Vielseitigkeit, Einzel: 8. Platz
Vielseitigkeit, Mannschaft: Silber

- Wilhelm Eugen Johansen
Vielseitigkeit, Einzel: 27. Platz
Vielseitigkeit, Mannschaft: Silber

### Ringen
- Sven Martinsen
Bantamgewicht, griechisch-römisch: 9. Platz

- Martin Egeberg
Federgewicht, griechisch-römisch: 14. Platz

- Karl Pedersen
Leichtgewicht, griechisch-römisch: 9. Platz

- Alfred Larsen
Mittelgewicht, griechisch-römisch: 13. Platz

- Robert Gaupset
Halbschwergewicht, griechisch-römisch: 8. Platz

- Arthur Nord
Federgewicht, Freistil: 7. Platz

- Birger Nilsen
Leichtgewicht, Freistil: 4. Platz

### Schwimmen
- Knut Olsen
100 Meter Freistil: Halbfinale

### Segeln
- Henrik Robert
12-Fuß-Jolle: Silber

- Erik Anker
6-Meter-Klasse: Gold

- Johan Anker
6-Meter-Klasse: Gold

- Håkon Bryhn
6-Meter-Klasse: Gold

- Olav Kronprinz von Norwegen
6-Meter-Klasse: Gold

- Bernhard Lund
8-Meter-Klasse: 4. Platz

- Jens Salvesen
8-Meter-Klasse: 4. Platz

- Magnus Konow
8-Meter-Klasse: 4. Platz

- Wilhelm Wilhelmsen
8-Meter-Klasse: 4. Platz